# Thomas Weber (Handballspieler)
Thomas Weber (* 7. Juni 1987 in Bregenz) ist ein ehemaliger österreichischer Handballspieler.

## Karriere
Weber startete seine Handball-Karriere als Rückraumspieler beim Alpla HC Hard. In seiner Jugend wurde der Bregenzer auch in Jugend-Nationalteam einberufen. 2006 wechselte der 1,80 Meter große Athlet nach Wien zur SG Handball West Wien, in dieser Zeit wurde er bereits vermehrt als links Außen eingesetzt. Ab der Saison 2012/2013 lief Weber wieder bei seinem Jugendverein auf. Im Sommer 2021 beendete er seine Spielerlaufbahn und übernahm das Nachwuchsteam.
Weber stand im Vorbereitungskader der Österreichischen Handballnationalmannschaft für die Handball-Weltmeisterschaft der Männer 2015.

## Privates
Thomas Weber hat einen Bachelor-Abschluss in Architektur der Technischen Universität Wien und ist selbständiger Architekturdesigner.
Sein älterer Bruder Robert ist ebenfalls Handballspieler. Der Rechtsaußen spielte bis zur Saison 2007/08 ebenfalls beim Alpla HC Hard.

## HLA-Bilanz
| 2008/09   | SG Handball West Wien                                           | HLA                                                             | 55                                                              | 0/0                                                             | 55                                                              |                                                                 |                                                                 |                                                                 |                                                                 |                                                                 |
| 2009/10   | SG Handball West Wien                                           | HLA                                                             | 49                                                              | 10/15                                                           | 39                                                              |                                                                 |                                                                 |                                                                 |                                                                 |                                                                 |
| 2010/11   | SG Handball West Wien                                           | HLA                                                             | 43                                                              | 6/9                                                             | 37                                                              |                                                                 |                                                                 |                                                                 |                                                                 |                                                                 |
| 2011/12   | SG Handball West Wien                                           | HLA                                                             | 32                                                              | 2/3                                                             | 30                                                              |                                                                 |                                                                 |                                                                 |                                                                 |                                                                 |
| 2012/13   | Alpla HC Hard                                                   | HLA                                                             | 18                                                              | 1/1                                                             | 17                                                              |                                                                 |                                                                 |                                                                 |                                                                 |                                                                 |
| 2013/14   | Alpla HC Hard                                                   | HLA                                                             | 92                                                              | 1/2                                                             | 91                                                              |                                                                 |                                                                 |                                                                 |                                                                 |                                                                 |
| 2014/15   | Alpla HC Hard                                                   | HLA                                                             | 85                                                              | 0/0                                                             | 85                                                              |                                                                 |                                                                 |                                                                 |                                                                 |                                                                 |
| 2015/16   | Alpla HC Hard                                                   | HLA                                                             | 50                                                              | 0/0                                                             | 50                                                              |                                                                 |                                                                 |                                                                 |                                                                 |                                                                 |
| 2016/17   | Alpla HC Hard                                                   | HLA                                                             | 56                                                              | 0/0                                                             | 56                                                              |                                                                 |                                                                 |                                                                 |                                                                 |                                                                 |
| 2017/18   | Alpla HC Hard                                                   | HLA                                                             | 50                                                              | 5/7                                                             | 45                                                              |                                                                 |                                                                 |                                                                 |                                                                 |                                                                 |
| 2019/20   | Saison aufgrund der COVID-19-Pandemie in Österreich abgebrochen | Saison aufgrund der COVID-19-Pandemie in Österreich abgebrochen | Saison aufgrund der COVID-19-Pandemie in Österreich abgebrochen | Saison aufgrund der COVID-19-Pandemie in Österreich abgebrochen | Saison aufgrund der COVID-19-Pandemie in Österreich abgebrochen | Saison aufgrund der COVID-19-Pandemie in Österreich abgebrochen | Saison aufgrund der COVID-19-Pandemie in Österreich abgebrochen | Saison aufgrund der COVID-19-Pandemie in Österreich abgebrochen | Saison aufgrund der COVID-19-Pandemie in Österreich abgebrochen | Saison aufgrund der COVID-19-Pandemie in Österreich abgebrochen |
| 2020/21   | Alpla HC Hard                                                   | HLA                                                             | 20                                                              | 8/12                                                            | 12                                                              |                                                                 |                                                                 |                                                                 |                                                                 |                                                                 |
| 2008–2021 | gesamt                                                          | HLA                                                             | 550                                                             | 33/45 (73 %)                                                    | 517                                                             |                                                                 |                                                                 |                                                                 |                                                                 |                                                                 |

## Erfolge
- 5× Österreichischer Meister 2012/13, 2013/14, 2014/15, 2016/17, 2020/21
- 2× Österreichischer Pokalsieger 2013/14, 2017/18